# Pinellia peltata
Pinellia peltata är en kallaväxtart som beskrevs av C.Pei. Pinellia peltata ingår i släktet Pinellia och familjen kallaväxter. Inga underarter finns listade.